# إيزابيل بلان
إيزابيل بلان (بالفرنسية: Isabelle Blanc)‏ هي متزلجة فرنسية، ولدت في 25 يوليو 1975 في نيم في فرنسا.

## وصلات خارجية
- إيزابيل بلان على موقع الاتحاد الدولي للتزلج (ركوب لوح الثلج) (الإنجليزية)
- إيزابيل بلان على موقع أوليمبيديا (الإنجليزية)